# سلیووونیک
سلیووونیک (به بلغاری: Slivovnik) یک منطقهٔ مسکونی در بلغارستان است که در استان ویدین واقع شده‌است. سلیووونیک ۶٫۵۴۶ کیلومتر مربع مساحت و ۱۴ نفر جمعیت دارد و ۳۲۱ متر بالاتر از سطح دریا واقع شده‌است.